# Xã Watertown, Quận Carver, Minnesota
Xã Watertown (tiếng Anh: Watertown Township) là một xã thuộc quận Carver, tiểu bang Minnesota, Hoa Kỳ. Năm 2010, dân số của xã này là 1.204 người.